# Province de Bouchehr
La province de Bouchehr (en persan : استان بوشهر / Ostân-e Bušehr) est une des 31 provinces d'Iran. Elle est située dans le sud du pays le long du golfe Persique. Sa capitale est Bouchehr. La province possède 10 départements : Assalouyeh, Bouchehr, Dachtestan, Dachti, Deilam, Deir, Djam, Kangan, Guenaveh, et Tanguestan. En 1996, la province avait une population d'approximativement 744 000 habitants.

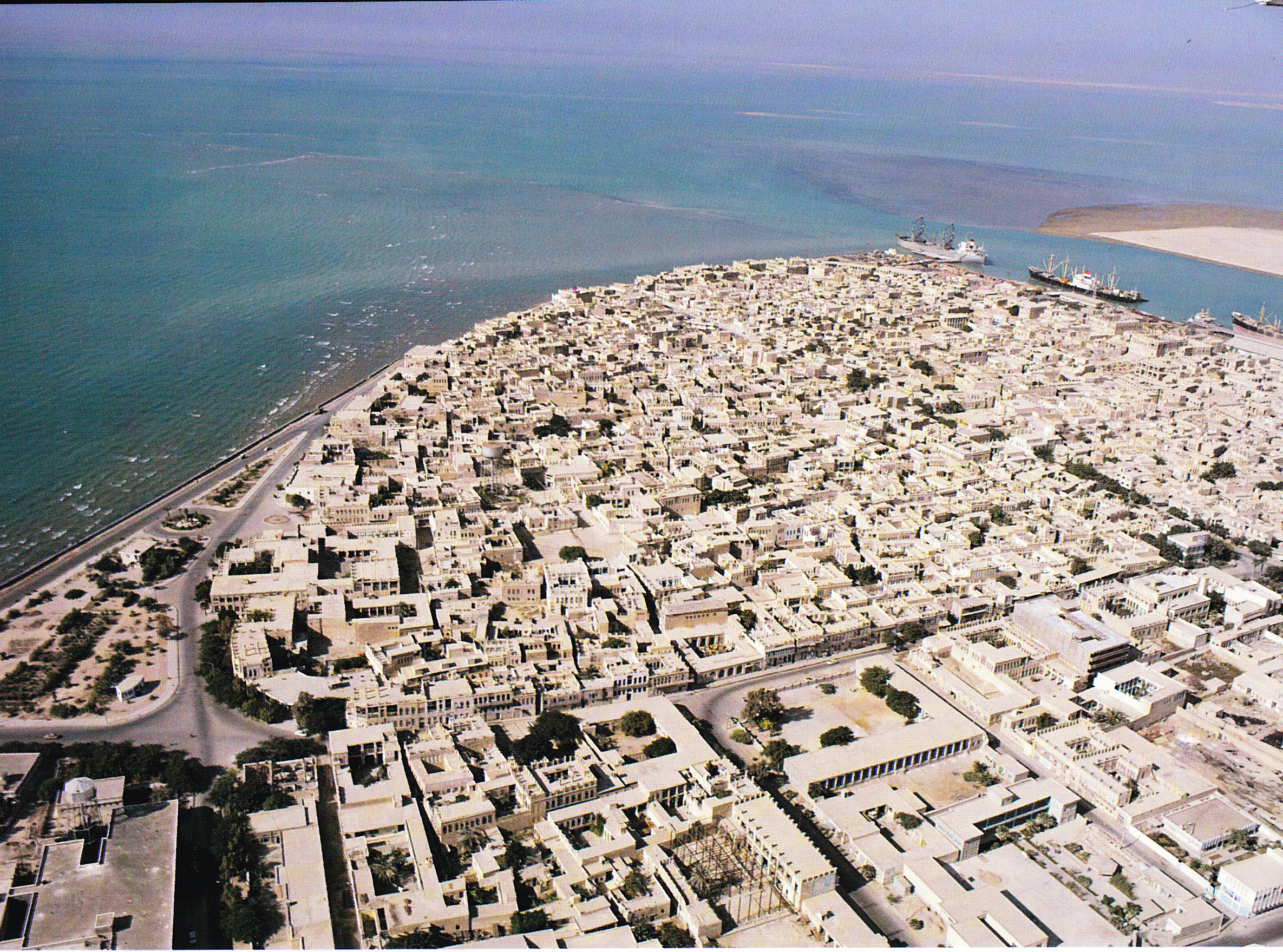
Bouchehr

## Histoire
Les Grecs connaissaient la province sous le nom de Mézambrie durant les batailles de Nearchus. Une équipe d'archéologues français a cependant déterminé que l'origine de Bouchehr datait de l'Empire élamite. Une cité antique, connue sous le nom de Liyan, possédait un temple en l'honneur d'une déesse élamite, Kiririsha. On pense que Liyan était une porte commerciale vers l’océan Indien à l'époque élamite.
Les Mèdes et les Achéménides ont aussi construit dans la région, parmi lesquels le fort Bardak e Siyah situé à 12 km au nord de Borazjan, le château de Cyrus au sud-ouest de Borazjan, le château de Tal Mer et Gur e dokhtar, mystérieusement construit sous la même forme que la tombe de Cyrus à Pasargades. 
Bouchehr est resté une région d'importance pendant les époques parthes et sassanides, puisque Bakht-e-Ardeshir était connu pour être un grand port du golfe Persique au temps d'Ardachîr Ier.
La ville portuaire, qui a plus tard été connue sous le nom de Riv e Ardashir puis Rey-shahr avait des fortifications massives qui avaient été conçues pour protéger les installations des attaques navales. Les restes de celles-ci peuvent toujours être vues aujourd'hui à 10 km au sud de la ville actuelle de Bouchehr.
Un moment décisif de l'histoire de Bouchehr a eu lieu quand les armées de l'islam ont envahi la région au VIIe siècle. De célèbres historiens comme Tabari et Baladhuri rapportent que la ville de « Riv e Ardashir » est tombée devant les armées de Uthman ibn Abi al-'As entre l'année 19 et 22 après l'Hégire du calendrier lunaire musulman. Tabari compare même la chute de « Rey-shahr » à la bataille d'al-Qadisiyya en termes de signification (Al-Rusul wa al-Muluk). Baladhuri atteste aussi cet évènement important et ajoute que le nombre de corps récupérés après avoir battu les Perses à Rey-Shahr n'avait pas connu d'égal depuis la bataille d'al-Qadisiyya.
Avec l'invasion des armées arabes de l'Islam au VIIe siècle, la civilisation dans cette région est entrée dans une ère de déclin. Plus aucun évènement d'importance n'a eu lieu dans cette région jusqu'à l'arrivée des colonisateurs européens au XVIe siècle.
Les Portugais ont envahi la ville de Bouchehr en 1506 et sont restés jusqu'à ce qu'Abbas Ier le Grand les batte et libère la région du golfe Persique de leur présence. Vers 1734, Bouchehr avait retrouvé sa prééminence grâce à Nâdir Châh de la dynastie des Afcharides, et ses politiques militaires dans le golfe Persique.
Bouchehr a été choisie par Nâdir pour être la base centrale de sa flotte dans le golfe Persique. Il a alors changé le nom de la ville pour Bandar e Nadiriyeh (le port de Nâdir). Il engagea un Britannique nommé John Elton pour l'aider à construire sa flotte. Des récits hollandais rapportent que sa flotte a compté 8 à 10 000 personnes ainsi que plusieurs chantiers navals.
Après la mort de Nâdir, les Hollandais ont continué à avoir de bonnes relations commerciales à Bouchehr, jusqu'à ce que les Britanniques fassent leur début ici avec un contrat signé à Karim Khân de la dynastie Zand. À cette époque, la ville de Bouchehr était devenue la plus grande ville portuaire d'Iran dans le golfe Persique. À l'époque qajare, la Grande-Bretagne, la Russie, l'Italie, la France, l'Allemagne et l'Empire ottoman avaient des représentations diplomatiques et commerciales ici, alors que la Grande-Bretagne gagnait déjà une forte position dans la région. Près de 100 navires britanniques ont été enregistrés dans le port durant l'ère qajare.
Les Britanniques ont de fait débarqué des troupes à Bouchehr, à partir de 1856. Les troupes britanniques ont pris le contrôle de Bouchehr en 1909, juste après la révolution constitutionnelle persane, suivi d'un autre débarquement en 1915 quand les populations locales se sont révoltées contre l'occupant britannique. Ils ont été forcés d'évacuer toutes leurs troupes en 1919 puisque la révolte contre l'occupation britannique était répandue dans tout le pays, et ils sont finalement fermé leur représentation diplomatique dans la région en 1952.
Avec l'arrivée de Reza Pahlavi et le retrait graduel des Britanniques de Bouchehr, la région a de nouveau perdu son importance.
Pendant la guerre Iran-Irak, Bouchehr a connu de lourds dommages. L'île de Kharg, par exemple, a été attaquée 2834 fois par les bombardiers de Saddam Hussein.

## Bouchehr aujourd'hui

Comtés de Bushehr

À part le renouveau de la cité portuaire de Bouchehr, qui est le deuxième port d'Iran après Bandar Abbas, Bouchehr est revenu sur le devant de la scène récemment pour trois raisons :

### L’île de Kharg (Khark)
Pendant la guerre Iran-Irak, les ports exportateurs de pétrole les plus importants d'Iran au Khouzestan ont subi de si sévères dommages que l'île de Khark a été choisie pour prendre la responsabilité des exports pétroliers iraniens. Mais même Kharg n'a pas été épargnée par les raids aériens irakiens.

### Réacteur nucléaire de Bouchehr
Le réacteur nucléaire à eau légère PWR, conçu par Siemens AG et construit par les Russes est le premier d'Iran.

### Le corridor industriel d’Assalouyeh
70 000 ingénieurs et techniciens étrangers travaillent actuellement dans cette zone industrielle à 270 km au sud de la capitale provinciale. Cette zone est proche du fameux Champ de gaz du Sud Pars, où l'Iran a investi des centaines de millions de dollars en infrastructures. Ce champ de gaz est un des plus grands du monde.
La zone industrielle d'Assalouyeh est apparemment tellement lucrative que même des compagnies américaines telles qu'American Allied International Corp et Haliburton ont contourné les sanctions américaines pour être impliquées dans la zone.

## Personnalités liées à Bouchehr
- Sadegh Tchoubak, un écrivain iranien.

## Universités
- Université des sciences médicales de Bouchehr
- Université du golfe Persique
- Université islamique libre de Bouchehr
- Université islamique libre de Khark
- Faculté d'Énergie nucléaire de l'Iran

## Attractions
En dépit de son potentiel, Bouchehr reste à développer afin d'attirer les touristes et l'investissement manque sérieusement à ce propos. La ville de Bouchehr a des hôtels 3 étoiles, un aéroport et des installations modernes. L'organisation pour l'héritage culturel d'Iran répertorie 45 sites dans la province. Quelques-uns sont cités ici :
- Qal'eh Holandiha (le château hollandais)
- Mabad Poséidon, (temple de Poséidon)
- Gurestan Bastani (le cimetière ancien)
- Imamzadeh Mir Mohammed Hanifeh
- Aramgah (mausolée) Haj Mohammed Ibrahim Esfahani
- La vieille église de l'île de Kharg
- Réservoir Qavam
- Maison Qazi
- Maqbareh (tombe) du général anglais
- Mosquée Shaykh Sadoon
- L'église du Christ
- Maison de Raies Ali Delvari
- Maison de Malik
- Le site antique de Ray-Shahr qui est situé 8 km au sud de Bushehr.
- Tombe de Abdul mohaymrn
- Maison Darya Baygui
- Maison de Dehdashti